# Nai cà tông
Nai cà tông (danh pháp: Rucervus eldii) là loài nai phân bố ở Đông Nam Á. Loài này được người phương tây phát hiện lần đầu ở Manipur thuộc Ấn Độ vào năm 1839. Tên khoa học ban đầu của nó là Cervus eldi được đặt năm 1844 bởi Lt. Percy Eld.

## Phân loài
Có ba phân loài:
- Panolia eldii eldi (Nai cà tông Sangai): Phân bố ở Manipur, Ấn Độ.
- Panolia eldii thamin (Nai cà tông Miến Điện): Phân bố ở Myanmar và cực tây Thái Lan. Phân loài này được Lydekker mô tả năm 1915.
- Panolia eldii siamensis (Nai cà tông Xiêm): Phân bố ở Campuchia, Trung Quốc, Lào, Thái Lan và Việt Nam. Phân loài này có thể được coi là một loài riêng.[5]
- Panolia eldii hainanus (Nai cà tông Hải Nam): Quần thể trên đảo Hải Nam đôi khi được xếp thành một phân loài khác là Panolia eldii hainanus, nhưng chưa có bằng chứng về gen.[6]

## Hình ảnh

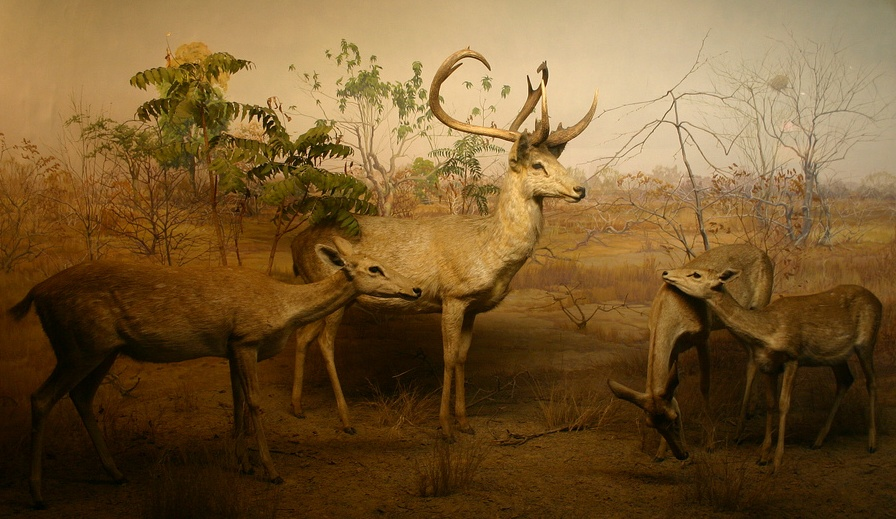
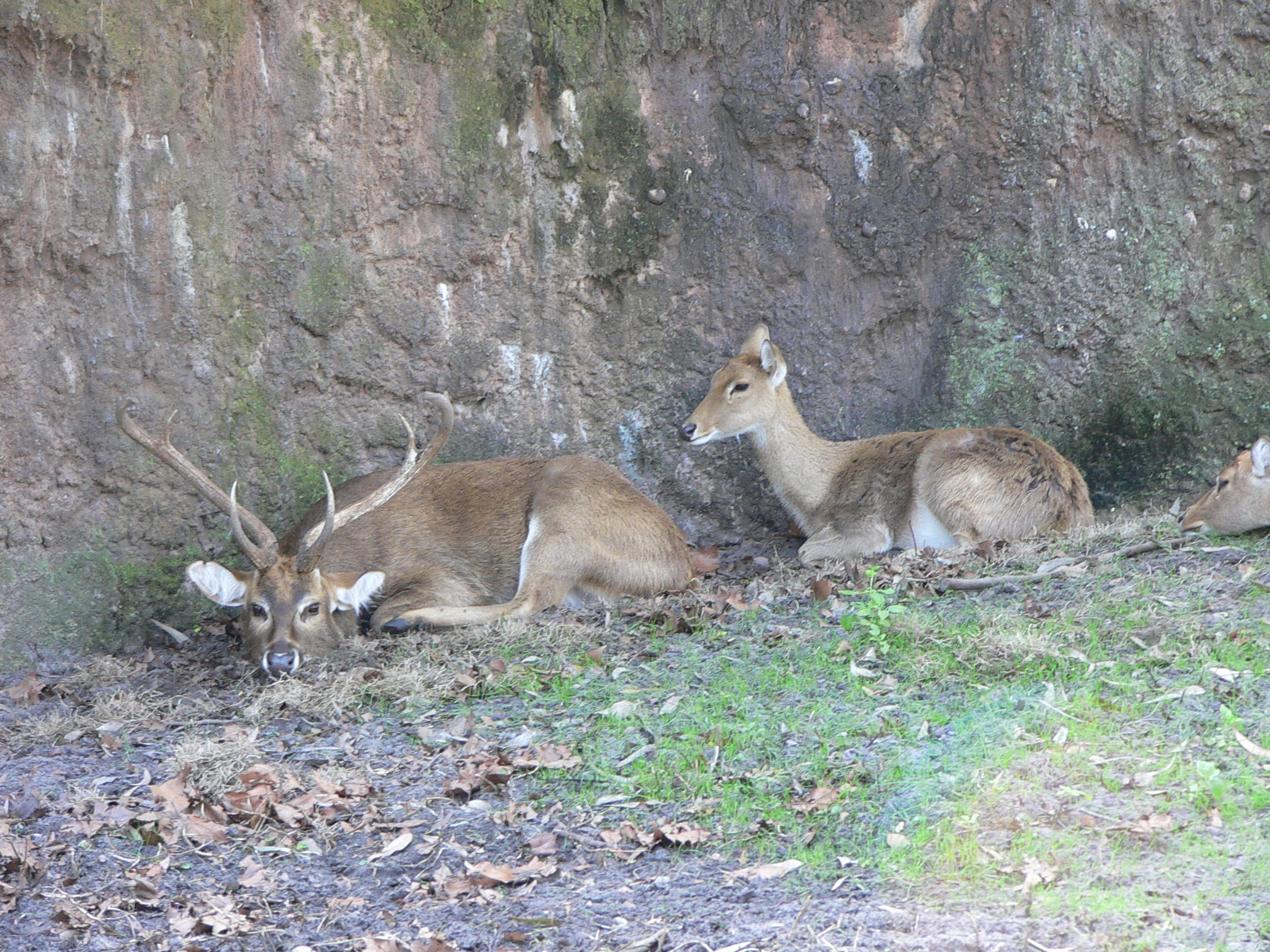
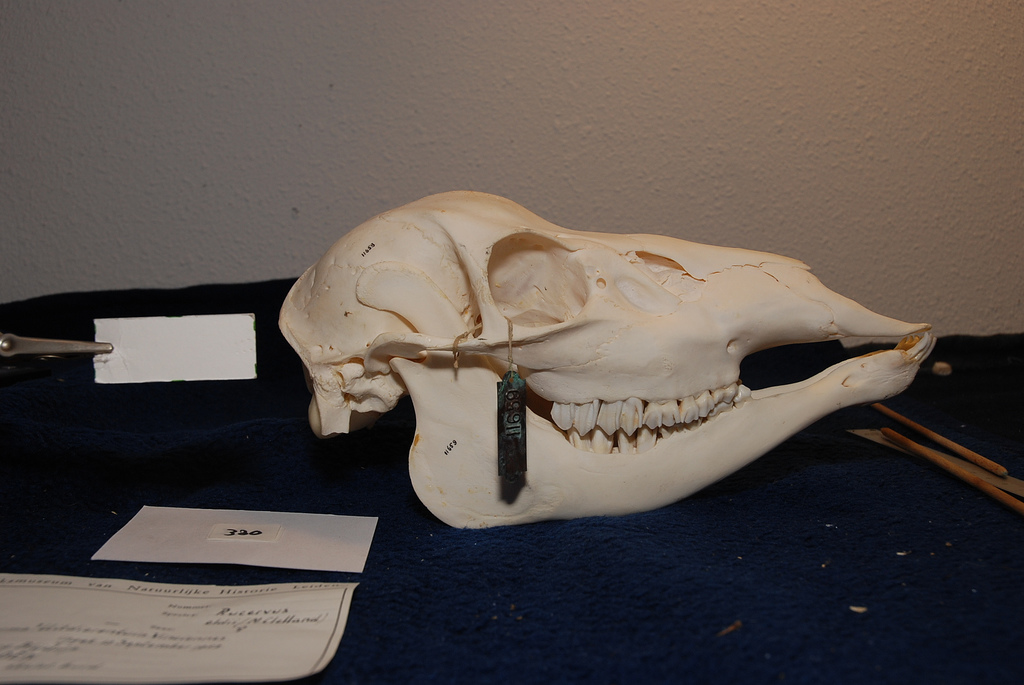
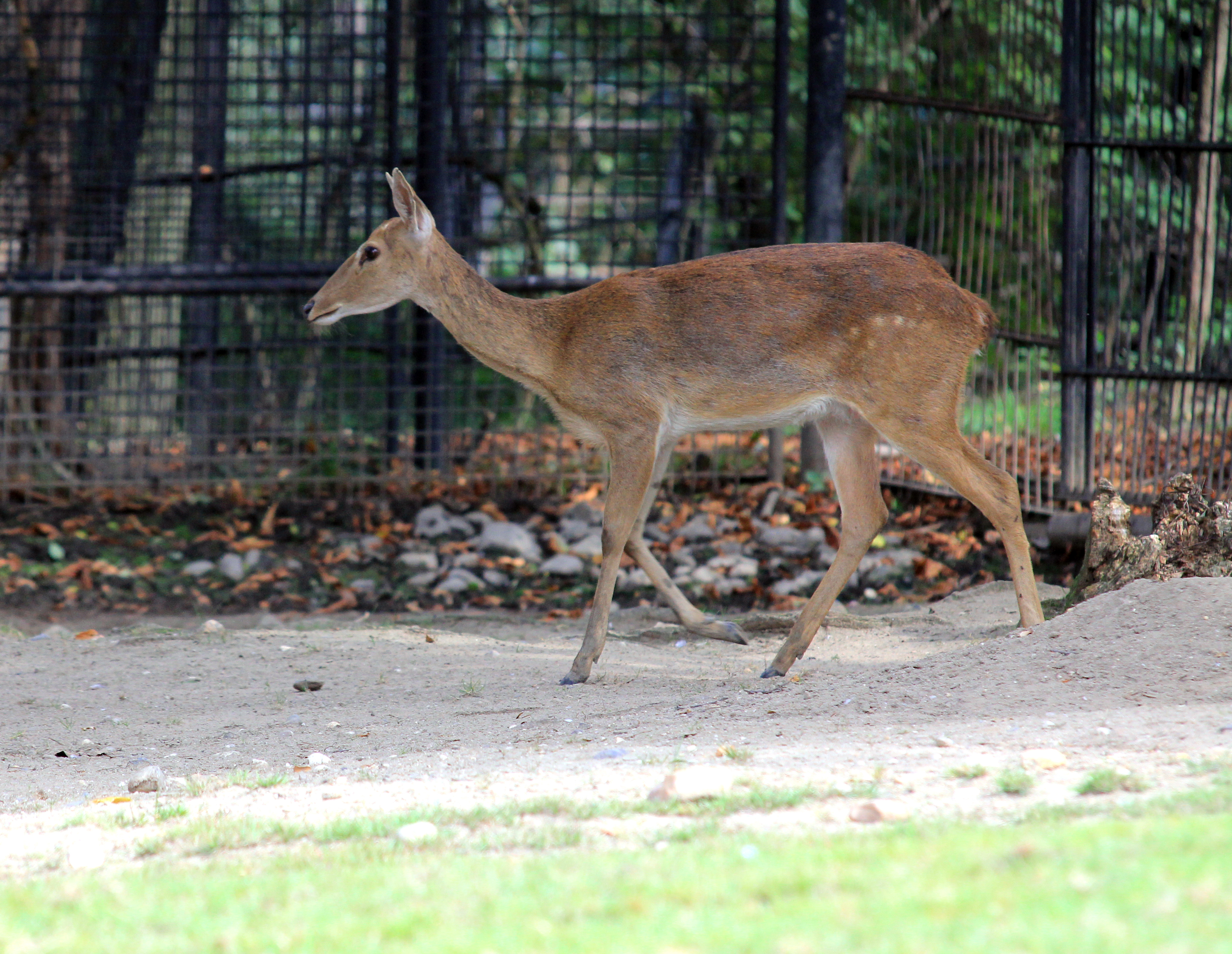
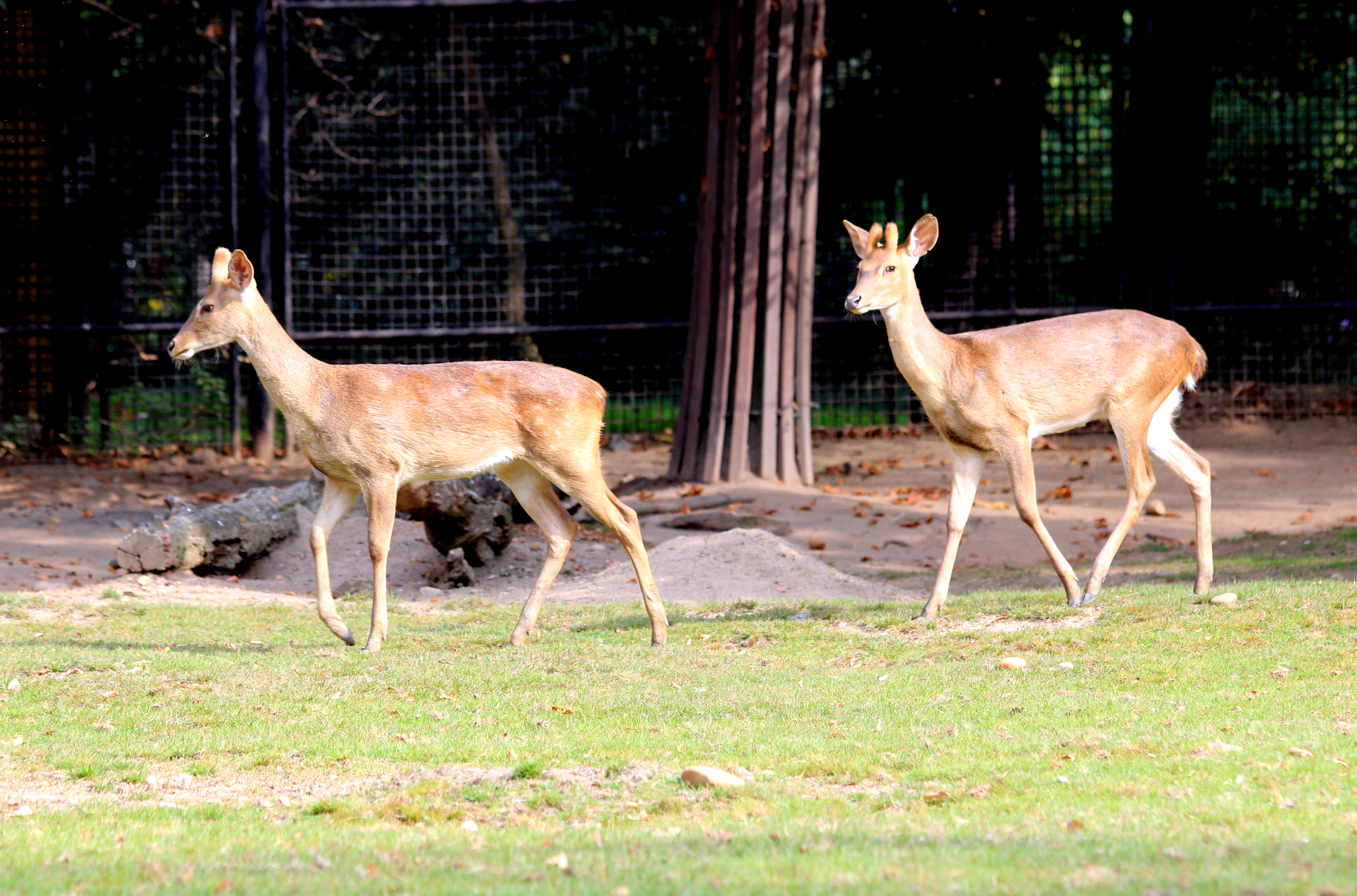
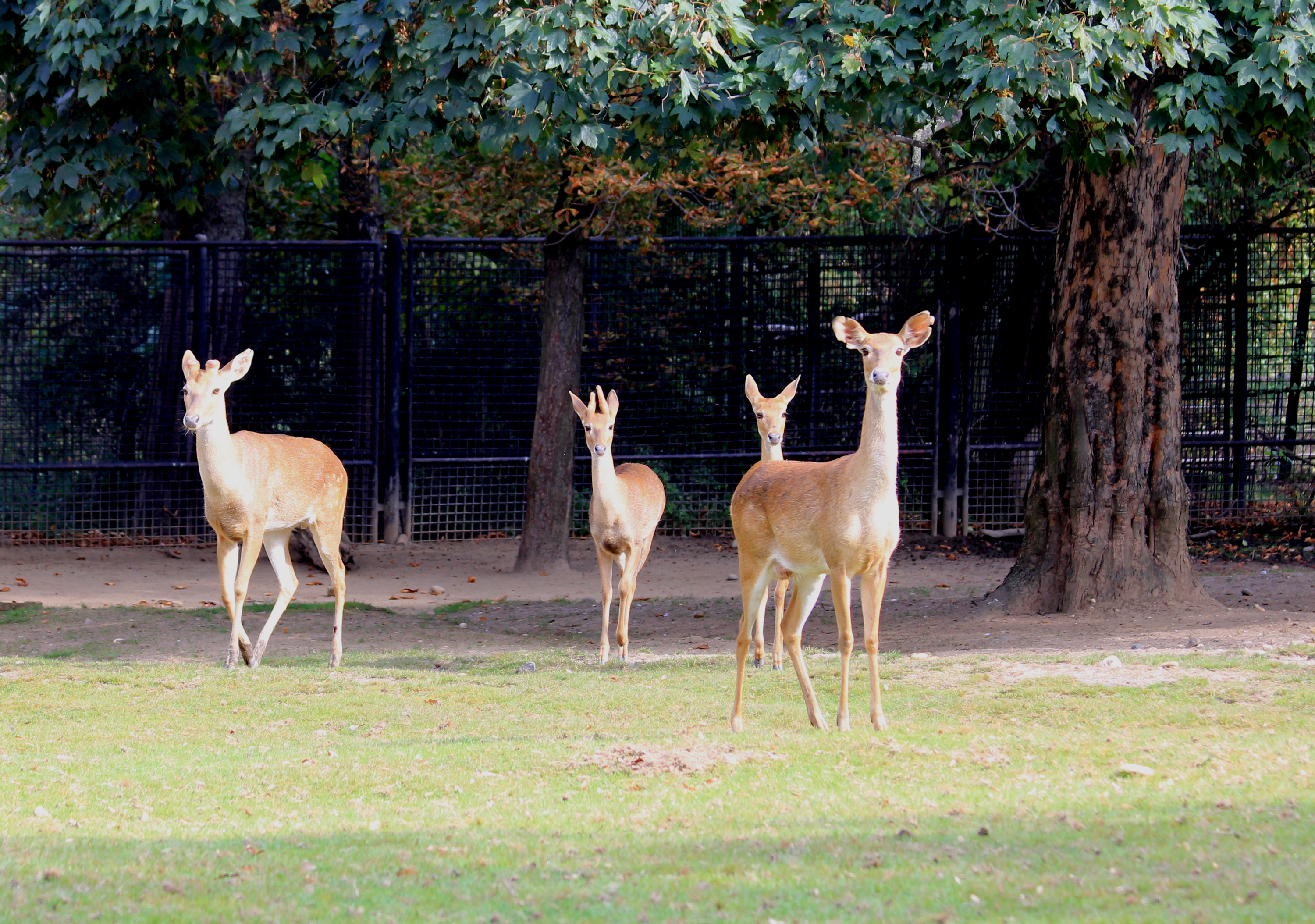

## Miêu tả
Nai cà tông có các đặc điểm:
- Chiều dài đầu-thân: 150–180 cm (59–71 in)
- Chiều cao vai 110–125 cm (43–49 in)
- Chiều dài đuôi 20–30 cm (8–12 in)
- Cân nặng 125–175 kg (276–386 lb)
- Chiều dài sừng 99 cm (39 in)